# Buków (Żarów)

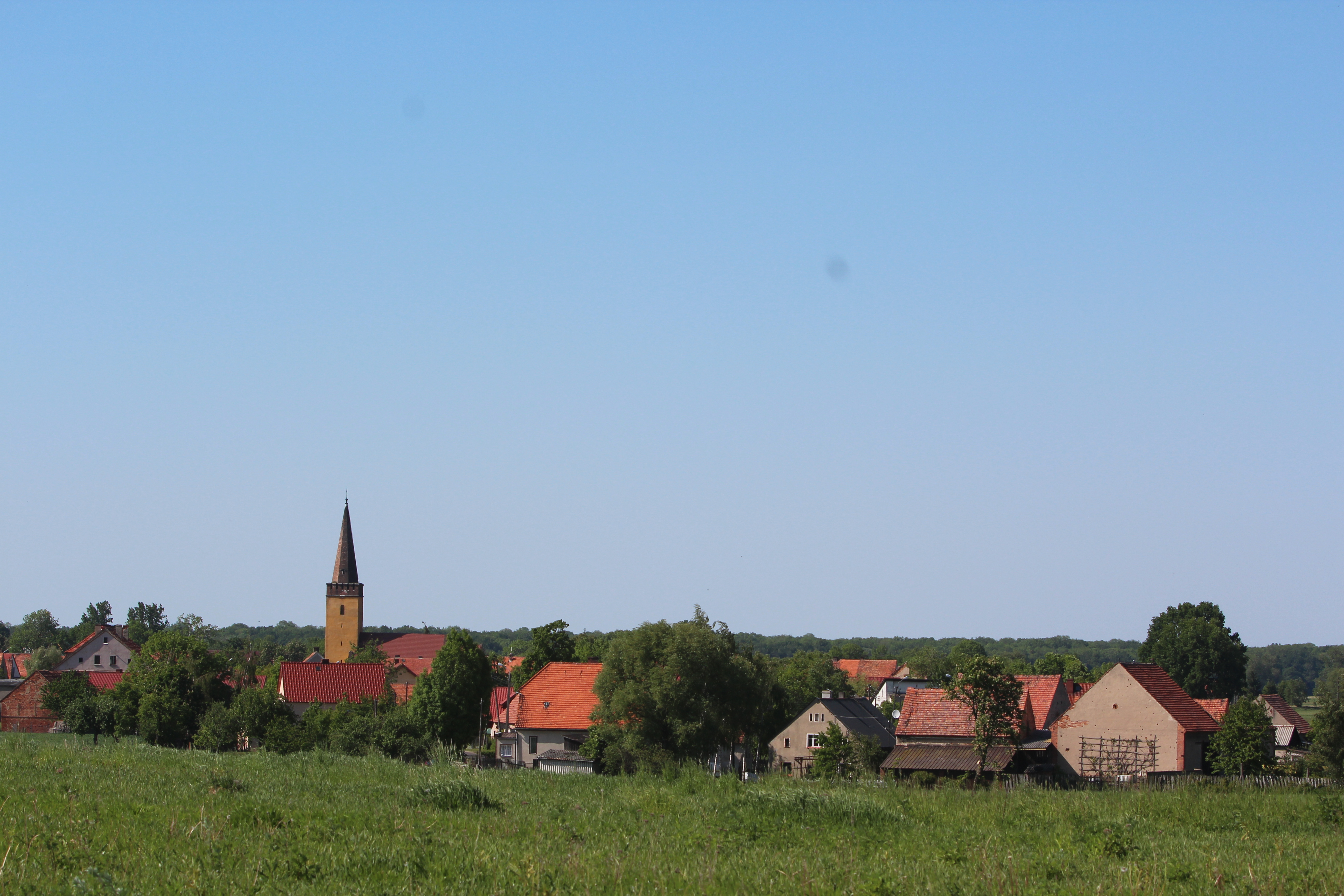
Buków

Buków (deutsch Bockau) ist ein Dorf in der Stadt- und Landgemeinde Żarów (Saarau) im Powiat Świdnicki (Kreis Schweidnitz) in der Woiwodschaft Niederschlesien in Polen.

## Lage
Buków liegt ca. 10 Kilometer nordöstlich von Żarów (Saarau), 20 Kilometer nordöstlich von Świdnica (Schweidnitz) und 36 Kilometer südwestlich der Woiwodschaft-Hauptstadt Breslau.
Nachbarorte sind Pyszczyn (Pitschen) im Westen, Bogdanów (Neuhof) im Norden, Imbramowice (Ingramsdorf) im Südwesten, Dzikowa (Ebersdorf) im Süden, Borzygniew (Borganie) im Südosten. 

## Geschichte
1260 wurde Bockau zu deutschem Recht ausgesetzt, wobei für die örtliche Kirche zwei freie Hufen vorbehalten waren. Der Ort erscheint 1349 in einer Urkunde unter der Schreibweise Buckow und 1360 als Butkow. Grundherr war das Breslauer Domstift in Breslau und nach der Säkularisation der königliche Fiskus. Nach dem Ersten Schlesischen Krieg fiel Bockau 1741/42 mit dem größten Teil Schlesiens an Preußen. Die alten Verwaltungsstrukturen wurden aufgelöst und Bockau in den Landkreis Striegau eingegliedert, mit dem es bis zu seiner Auflösung 1932 verbunden blieb. 
1845 zählte das Pfarrdorf 92 Häuser, eine Freischoltisei, ein Lehngut, 663 überwiegend katholische Einwohner (20 evangelisch), evangelische Kirche zu Domanze, eine katholische Pfarrkirche unter königlichem und fürstbischöflichem Patronat, eingepfarrt Ebersdorf, eine katholische Schule mit einem Lehrer und einem Hilfslehrer, eine Windmühle, eine Brauerei, 18 Handwerker und Händler, 700 Merinoschafe und 900 Landschafe. Wegen der Sparmaßnahmen infolge der Weltwirtschaftskrise wurde der Landkreis Striegau zum 1. Oktober 1932 aufgelöst und die Landgemeinde Bockau dem Landkreis Neumarkt zugeschlagen.
Als Folge des Zweiten Weltkriegs fiel Bockau 1945 an Polen und wurde in Buków umbenannt. Die einheimische deutsche Bevölkerung wurde, soweit sie nicht schon vorher geflohen war, vertrieben. Die neu angesiedelten Bewohner waren zum Teil Heimatvertriebene aus Ostpolen.

## Sehenswürdigkeiten

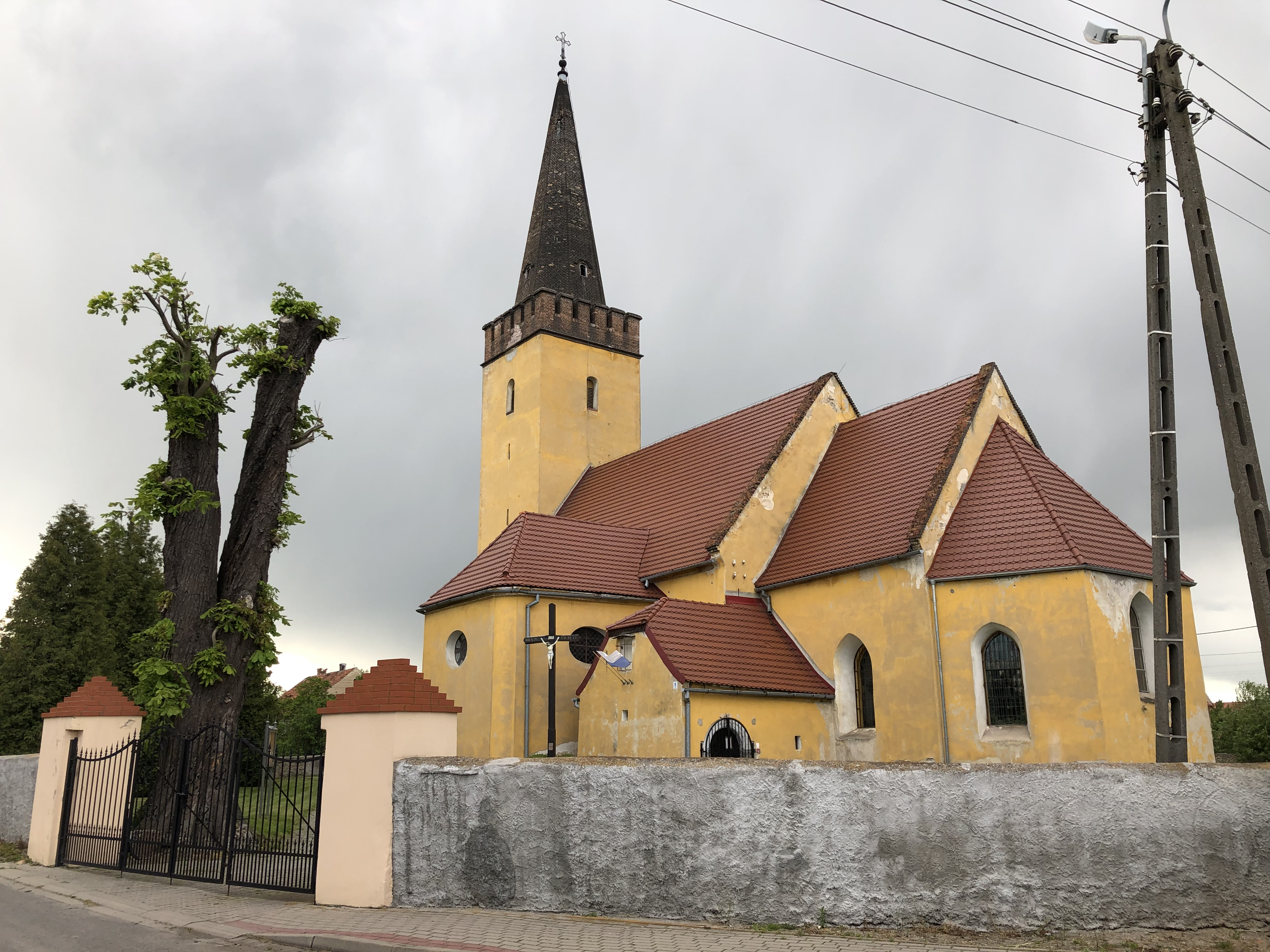
Pfarrkirche St. Stanislaus

- Die römisch-katholische Pfarrkirche St. Stanislaus (polnisch kościół parafialny św. Stanisława) ist ein geschütztes Baudenkmal. Der Vorgängerbau stammt aus der Zeit um 1200 bis 1250 und wurde 1260 erstmals erwähnt. Das heutige einschiffige Gotteshaus aus Bruchstein mit einem rechteckigen geschlossenen Chor wurde im 14. Jahrhundert im gotischen Stil erbaut. Die nördliche und südliche Seitenkapelle am Langhaus kamen im 18. Jahrhundert hinzu. Im 19. Jahrhundert erfolgte eine Renovierung. 2014 wurde das Dach erneuert.[4] Die Kirche umgibt ein alter Friedhof mit einer Umfassungsmauer.